# Airsoft

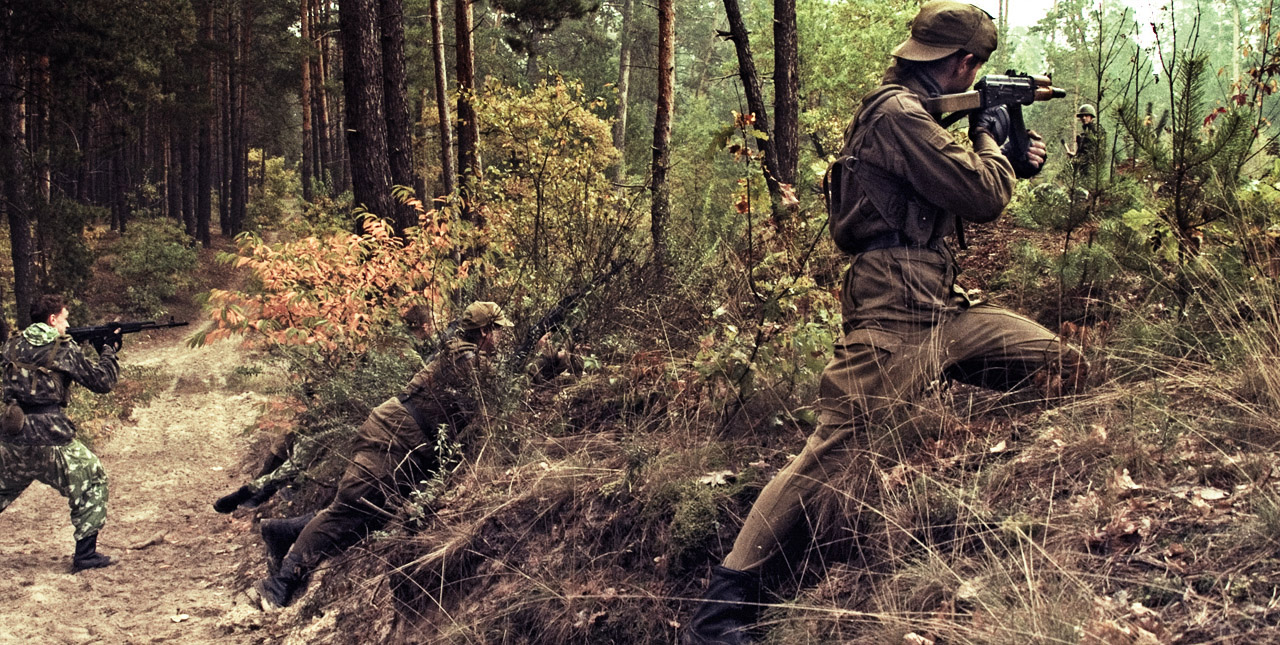
Zawodnicy grający w airsoft

Airsoft – gra zespołowa polegająca na umownym i ograniczonym odzwierciedlaniu potyczek oddziałów zbrojnych przy wykorzystaniu pneumatycznych replik broni strzeleckiej strzelających plastikowymi kulkami o kalibrze 6 (rzadziej 8) mm.

## Wstęp
Podstawowym celem w grze jest trafienie przeciwnika plastikową, najczęściej nie powodującą obrażeń, kulką. Scenariusze gry zazwyczaj naśladują fikcyjne bądź historyczne działania wojenne, policyjne lub potyczki oddziałów paramilitarnych. W czasie rozgrywki obowiązuje zestaw zasad bezpieczeństwa spisanych w tzw. prawie ASG. Najważniejszą z nich jest obowiązek używania okularów ochronnych. Ustalenia szczegółowe zasad trafienia, czasu powrotu do gry, warunków zwycięstwa itp. zależą od typu rozgrywki.
W czasie rywalizacji gracze stosują taktyki przypominające taktykę wojskową, jednak dostosowane do specyfiki replik jak zasięg czy nieprzebijalność zasłon.

## Rozgrywki
W grach airsoftowych może uczestniczyć od kilku do kilku tysięcy osób. Odbywają się one najczęściej w odludnych miejscach o dużej powierzchni (lasy, poligony wojskowe, puste budynki pofabryczne).
Gry airsoftowe najczęściej należą do 5 kategorii:
1. Gry sportowe „strzelanki” – potyczki leśne, w których drużyny rywalizują ze sobą na określonych zasadach. Zazwyczaj w scenariuszach tego typu chodzi o przejęcie kontroli nad określonymi lokalizacjami, odbicie zakładnika bądź wyeliminowanie wszystkich przeciwników. Trafienie powoduje wyłączenie zawodnika z gry do końca rozgrywki lub na kilka-kilkanaście minut. Tempo rozgrywek zależy w głównej mierze od terenu oraz trybu gry, natomiast zazwyczaj plasuje się pomiędzy rozgrywkami realistycznymi, a grami w budynkach.
2. CQB – jeden z dynamiczniejszych rodzajów rozgrywek skoncentrowany na grze wyłącznie w budynkach, bądź w terenie mocno zabudowanym, który charakteryzuje się znaczącym limitem mocy replik (najczęściej w okolicach 340-350 fps) ze względu na bardzo mały dystans strzelecki, co przy większych prędkościach mogłoby powodować znaczny ból. Trafianie przeciwnika zazwyczaj wymaga od niego tylko dojścia do miejsca startowego bez konieczności czekania na ponowne wejście do gry, co zwiększa dynamikę jeszcze bardziej. Niezwykle przystępny dla początkujących graczy, gdyż nie faworyzuje aż tak mocno osób z drogim, zmodyfikowanym sprzętem jak w rozgrywkach leśnych, przez co pozwala się dobrze zaznajomić ze sportem i opanować jego podstawy.
3. LARP-y – rozgrywki o bardzo rozbudowanej warstwie fabularnej, gdzie strzelanie pełni rolę dodatku, a najważniejszy jest klimat i kreatywność graczy. Scenariusze zazwyczaj są bogate w akcenty humorystyczne, używa się dużej ilości rekwizytów. Przykładowa rozgrywka to impreza w czasie której kilkuset graczy podzielonych na frakcje próbuje środkami dyplomatycznymi, ekonomicznymi i militarnymi przejąć kontrolę nad fikcyjnym mini-państwem.
4. Milsimy (skrót od ang. military simulation) – gry mające jak najwierniej odwzorowywać warunki prawdziwego pola walki. Trwają z reguły od 24 do 72 godzin i polegają na wejściu w rolę oddziału wojskowego wykonującego zadania zlecone przez sztab dowodzący daną stroną konfliktu. Wymagają dobrej kondycji fizycznej i psychicznej, zawierają elementy sztuki przetrwania. Często pojedyncze trafienie eliminuje całkowicie z rozgrywki. Dla zwiększenia realizmu podczas rozgrywki gracze często stosują ograniczenie ilości zabieranej amunicji oraz realne wyposażenie używane przez wojsko takie jak urządzenia termo- lub nokto-wizyjne, radiostacje osobiste jak i drużynowe, systemy nawigacji GPS, osłony balistyczne o realnych wymiarach i wadze, pojazdy terenowe przystosowane do prowadzenia ognia. Podczas gry stosowane są realne procedury i meldunki takie jak np. MEDEVAC czy SALUTE. Do rozgrywek typu milsim powstało wiele systemów trafień mających za zadanie wymuszenie zastosowania procedur udzielania pomocy medycznej, jak i symulację różnorodności obrażeń czy konsekwencji ich odniesienia przez gracza.[3]
5. Speedsoft – rozgrywki zazwyczaj odbywają się na specjalnie przygotowanych małych arenach w trybie halowym z dodatkowymi przeszkodami (np. w postaci zasłon). Zawodnicy w grupach 5-osobowych starają się jak najszybciej przejąć flagę i przetransportować ją na przeciwną stronę areny. Rywalizacja jest krótka – zajmuje ok. 5 minut. Istnieją również rozgrywki, które odbywają się w rundach 3- lub 4-minutowych, a zawodnicy muszą przechwycić aż 3 flagi. Zmagania w tej odmianie charakteryzują się dynamizmem, energicznością oraz agresywnością akcji. Podczas gry zawodnicy używają sprzętu w postaci repliki broni (z dozwolonym jedynie ogniem pojedynczym). Reszta wyposażenia jest zazwyczaj ograniczana do minimum, ze względu na pozbycie się zbędnego ciężaru, który mógłby ograniczać zawodników[4][5].

Zazwyczaj rozgrywki airsoftowe łączą w sobie elementy tych kategorii.

## Wyposażenie

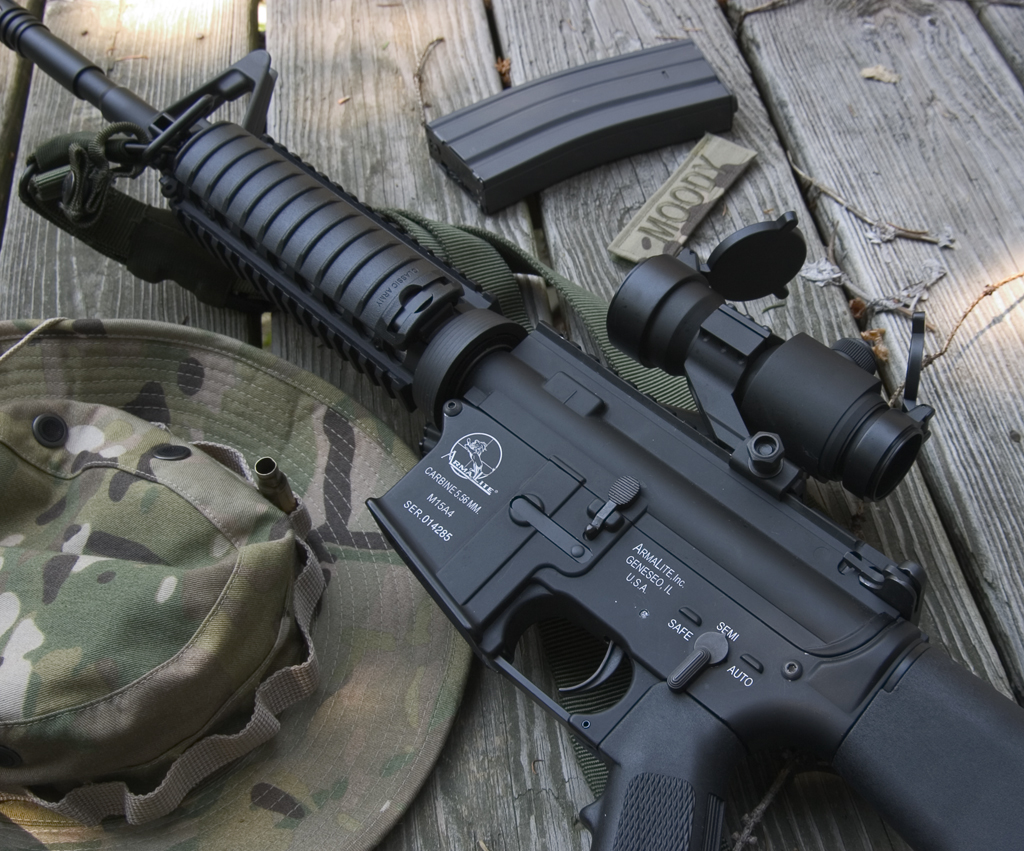
Replika M15A4 Classic Army z kolimatorem, powyżej magazynek

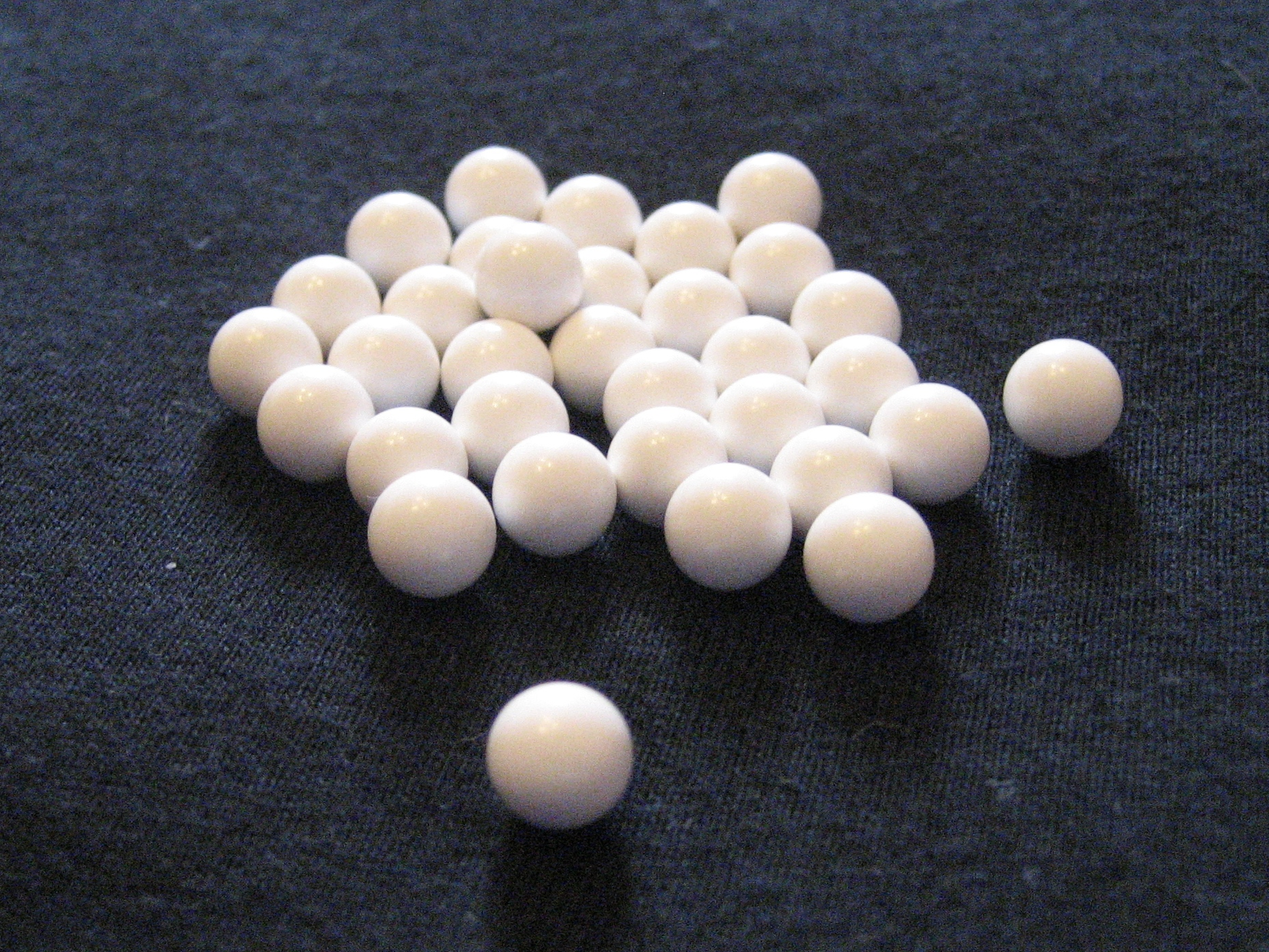
Kulki 6 mm

Repliki ASG cechują się dużym podobieństwem zewnętrznym do prawdziwej broni palnej, często są nie do odróżnienia dla laika. Nie są jednak bronią w rozumieniu prawa, jako że energia wylotowa kulki nie przekracza 17 dżuli, a zazwyczaj mieści się w przedziale 1-3 dżule. W związku z tym nie jest potrzebna ich rejestracja i mogą być używane przez nieletnich. Repliki zależnie od mocy i modyfikacji strzelają celnie na odległość od 15 do nawet 100 metrów. W jednym magazynku mieści się od 5 do kilku tysięcy kulek, występują także repliki z wewnętrznym magazynkiem takim jak rewolwery, oraz granatniki wystrzeliwujące nawet dziesiątki kulek naraz. Zazwyczaj repliki ASG sprzedawane są z magazynkami typu hi-cap na 200-500 kulek, bądź rzadziej mid-cap o pojemności około 140 kulek, które nie wymagają charakterystycznego dla hi-cap'ów ich podkręcania.
Znaczna część graczy modyfikuje swoje repliki, zarówno w sposób wizualny, jak i techniczny. Zmiany kosmetyczne sprowadzają się najczęściej do pomalowania repliki odpowiednimi farbami w celach kamuflażu, bądź zamontowaniu chwytów, laserów czy latarek, które sprawiają, że jej używanie jest wygodniejsze, natomiast modyfikacje techniczne, tzw.: mocowe, potrafią diametralnie zmienić osiągi replik. Podstawową, tanią i dość łatwą do wykonania zmianą w tańszych replikach jest wymiana gumki Hop-Up i oraz kupno baterii Li-Po wraz z dobrą ładowarką, która powoduje głównie zauważalne zwiększenie zasięgu repliki oraz jej szybkostrzelności.
Podstawowym elementem wyposażenia są okulary ochronne, które dla bezpieczeństwa powinny posiadać atesty. Okularów nie powinno się „przestrzeliwywać”, tzn. strzelać z bliska aby zobaczyć czy wytrzymają, gdyż może to prowadzić do osłabienia konstrukcji. Bardzo często gracze używają także maski typu „stalker”, czyli osłonę na okolicę ust zrobioną z metalowej siatki, która zapobiega przede wszystkim uszkodzeniom zębów.  Ze względów praktycznych przydatny jest również mundur, buty wojskowe oraz kamizelka taktyczna na ekwipunek i magazynki. Wielu początkujących graczy posiada tylko replikę i stopniowo dokupuje resztę wyposażenia. Część z nich angażuje się z czasem w rekonstrukcje historyczne, czyli odtwarzanie umundurowania i wyposażenia prawdziwych formacji zbrojnych.

## Bezpieczeństwo
Ślad po trafieniu kulką z repliki jest niewielki – podobny do ugryzienia komara. Jednak postrzelenie z bardzo bliska może spowodować siniaka a nawet przebicie skóry. Z tego względu niedopuszczalne jest strzelanie z małych odległości replikami o dużej mocy. W zależności od mocy repliki za rozsądny dystans minimalny uznaje się od 3 do 15 metrów. Oczy, będące najwrażliwszą na uszkodzenie częścią ciała zawsze powinny być chronione odpowiednio wytrzymałymi okularami lub maską.
Ewentualne niebezpieczeństwo wiąże się przede wszystkim z terenami na których odbywają się gry – zazwyczaj są to lasy lub opuszczone budynki. Często organizator gry sprawdza teren przed rozgrywką i oznacza potencjalnie niebezpieczne miejsca jednak aby uniknąć zagrożeń należy przede wszystkim zachować zdrowy rozsądek.

## Podstawowe zasady
Poniższe zasady są umowne i mogą podlegać zmianom zależnie od decyzji graczy/organizatorów rozgrywek.
- Trafienie. Za trafienie uznaje się najczęściej każdy kontakt z kulką wystrzeloną przez gracza – nawet jeśli istnieje podejrzenie, że jest to rykoszet, przypadkowe trafienie przez gracza z własnej drużyny lub postrzał z własnej repliki. Trafienie nie musi być odczuwalne, w wypadku kiedy kulka trafi w mocno osłonięte miejsce usłyszenie odgłosu trafienia powinno być znakiem, że gracz został trafiony. Trafienie w replikę oznacza zazwyczaj jej uszkodzenie; jeśli gracz nie ma możliwości wykorzystania innej repliki (bocznej lub kolegi) powinien zejść z pola gry.
- Wyeliminowanie. Osoby trafione i wyeliminowane z rozgrywki najczęściej zobowiązane są oznaczyć się w widocznym miejscu czerwoną szmatką lub czerwonym światłem (przy grze w nocy) i udać się w miejsce wyznaczone przez organizatora. Są one wówczas wyłączone z gry i nie powinno się do nich strzelać. Oznaczenie się jako wyeliminowany nie zwalnia uczestnika od przestrzegania zasad bezpieczeństwa bowiem zdarza się przypadkowy ostrzał osób już wyeliminowanych.
- Powrót do gry. Na terenie gry zazwyczaj wyznaczone jest miejsce dla każdej drużyny gdzie osoby wyeliminowane mogą powrócić do rozgrywki. Zależnie od umowy powrót do gry może następować natychmiast po powrocie gracza do tego miejsca, cyklicznie co określony czas (np. 12.15, 12.30, 12.45), po upłynięciu określonej ilości czasu (np. 10 minut od przyjścia) bądź po zebraniu się w wyznaczonym miejscu określonej ilości osób. Często miejsce to, nazywane „respem” (od ang. respawn point) jest równocześnie strefą znajdującą się poza grą – nie można w nim strzelać i nie powinny w nim przebywać osoby nietrafione i biorące udział w grze. W wypadku kiedy trafienie eliminuje gracza na stałe z rozgrywki organizator zamiast punktu „resp” wyznacza strefę znajdującą się poza grą gdzie osoby wyeliminowane mogą oczekiwać na koniec rozgrywki.
- Pirotechnika. Środki pirotechniczne są dopuszczane do gry pod warunkiem uzyskania zgody organizatora rozgrywek, lokalnych mieszkańców i policji oraz braku zagrożenia pożarem. Dozwolone są niewielkie petardy które nie powodują poparzeń/uszkodzeń ciała nawet przy wybuchu w kontakcie z graczem. Zakazane są wszelkie środki chemiczne i pirotechniczne które mogą powodować uszkodzenie ciała (w tym uszkodzenie słuchu) lub pożar. Korzystanie z takowych może bowiem skutkować odpowiedzialnością cywilną oraz karną, w tym karą pozbawienia wolności. Najczęściej sugerowane jest korzystanie z „granatów” składających się z petardy umieszczonej w papierowej/tekturowej tulei wypełnionej grochem/kulkami. Minimalizuje to ryzyko dla innych graczy jednocześnie zwiększając efektywność poprzez rozsyłanie „odłamków” w postaci nieszkodliwego grochu na odległość kilku metrów. Wykorzystuje się również granaty dymne, błyskowe i ogłuszająco-oślepiające, jednak użycie ich w zamkniętych pomieszczeniach jest zazwyczaj ograniczane bądź zakazane przez organizatora ze względu na możliwość porażenia dróg oddechowych i słuchu graczy. W wypadku gier bez organizatora należy używać ich z rozsądkiem i dużą ostrożnością. Wykorzystywanie granatów dymnych i ogłuszająco-oślepiających klasy wojskowej w zamkniętych pomieszczeniach jest zakazane chyba że organizator postanowi inaczej i wyposaży uczestników gry w maski przeciwgazowe oraz środki ochrony słuchu.
- Nieprzyznawanie się do trafienia. Zgodnie z zasadami przypadki podejrzeń o nieprzyznawanie się przez graczy do trafienia powinny być rozstrzygane na miejscu. Organizator może usunąć osoby o to podejrzane z gry. Grupy i osoby cieszące się opinią „terminatorów lub termosów” (czyli nieprzyznających się do trafienia) są z czasem wyławiane ze środowiska i pomijane przy zaproszeniach na imprezy. Mimo to zjawisko istnieje, zwłaszcza wśród początkujących graczy i jest stałym, nierozwiązanym problemem związanym z airsoftem.

Organizator bądź gracze mogą postanowić o wprowadzeniu dodatkowych zasad takich jak ograniczenie ilości amunicji, ograniczenie terenu gry, dodatkowe zasady bezpieczeństwa i inne. Również wymienione powyżej zasady często podlegają modyfikacjom.

## Airsoft a paintball
Kulki airsoftowe nie zawierają w sobie farby, w przeciwieństwie do kulek paintballowych. Z tego względu graczy obowiązuje kodeks honorowy wymagający przyznania się do trafienia. Historycznie paintball rozwijał się w USA i ma charakter przede wszystkim rozrywki, sportu drużynowego (szczególnie w wydaniu speedballowym). Airsoft wywodzi się z Azji – w Japonii, Hongkongu, Chinach i na Tajwanie projektowana i produkowana jest większość sprzętu. Między innymi ogromnej popularności airsoftu w Korei Południowej czy na Tajwanie, krajach wysoce zmilitaryzowanych i permanentnie zagrożonych przez sąsiadujące potęgi wojskowe, airsoft zawdzięcza swój odmienny od paintballa charakter – nacisk na maksymalne podobieństwo replik do prawdziwej broni palnej. Głównymi nurtami paintballa są woodsball (gra w środowisku naturalnym), oraz speedball (gra na boisku otoczonym siatką między sztucznymi przeszkodami). Speedball w zupełności nie przypomina airsoftu, woodsball najczęściej uprawiany jest w tych samych miejscach co airsoft (lasy, opuszczone fabryki itp). Realizm wyglądu replik airsoftowych jest znacznie większy niż markerów paintballowych, jednakże ich ceny wraz z jakością wykonania kształtują się podobnie. Znaczna różnica występuje w cenie kulek – airsoftowe są dużo tańsze, gdyż nie zawierają w sobie farby i łatwiej je wytwarzać. Zasadniczo realizm pola walki bardziej oddaje airsoft, jednak w kwestii replik, markery typu Real Action najlepiej oddają funkcjonowanie prawdziwej broni. Podobnie jest w przypadku amunicji Simunition (naboje podobne do broni palnej, z kulką z farbą), jednak nie można jej posiadać bez pozwolenia.

## Historia
Repliki ASG powstały po II wojnie światowej w Japonii aby umożliwić ćwiczenia oddziałom militarnym, które podlegały wówczas rygorystycznym przepisom dotyczącym posiadania i używania broni palnej. U podstaw airsoftu leży więc tradycja bushidō, kładąca nacisk na honor, szacunek dla przeciwnika i samodoskonalenie – hasła wciąż żywe w airsofcie. Pierwsze komercyjne repliki pojawiły się na rynku w latach osiemdziesiątych. Dzięki pojawieniu się tanich replik produkowanych w Chinach airsoft stał się stosunkowo rozpowszechnioną rozrywką.